# Angela Lavagna
Angela Lavagna conosciuta anche come Angela Maria Lavagna (...) è un'attrice italiana.
Ha lavorato nel cinema italiano dagli anni 40 fino alla metà degli anni 70.

## Filmografia

### Cinema
- La maestrina, regia di Giorgio Bianchi (1942)
- Paolo e Francesca, regia di Raffaello Matarazzo (1950)
- Non ho paura di vivere, regia di Fabrizio Taglioni (1952)
- Papà Pacifico, regia di Guido Brignone (1954)
- Tua per la vita, regia di Sergio Grieco (1955)
- La bella mugnaia, regia di Mario Camerini (1955)
- Vacanze a Ischia, regia di Mario Camerini (1957)
- Totò, Vittorio e la dottoressa, regia di Camillo Mastrocinque (1957)
- L'ultima violenza, regia di Raffaello Matarazzo e Silvio Amadio (1957)
- Il gobbo, regia di Carlo Lizzani (1960)
- Liolà, regia di Alessandro Blasetti (1964)

### Televisione
- Le anime morte, regia di Edmo Fenoglio – film TV (1963)
- Il giornalino di Gian Burrasca – miniserie TV, 5 episodi (1964-1965)
- Il giocatore – miniserie TV, episodio 1x01 (1965)
- L'amica delle mogli, regia di Giorgio De Lullo – film TV (1970)
- Il giuoco delle parti, regia di Giorgio De Lullo – film TV (1970)
- Così è (se vi pare), regia di Sandro Bolchi e Giorgio De Lullo – film TV (1974)
- Anna Karenina – miniserie TV, episodio 1x02 (1974)
- Ritratto di donna velata – miniserie TV, episodio 1x05 (1975)